# Communauté de communes du Quercitain
La Communauté de communes du Quercitain  est une ancienne communauté de communes française, située dans l'arrondissement d'Avesnes-sur-Helpe dans le département du Nord et la région Nord-Pas-de-Calais. 

## Historique
La Communauté de communes du Quercitain est créée le 1er septembre 2006 par la fusion de la Communauté de communes du Pays Quercitain et de la Communauté de communes des Vallées de l'Aunelle et de la Rhônelle, séparées au début des années 1980 à cause d'antagonismes politiques.
La situation et les hommes ont changé, il est maintenant plus intéressant que les petites communes se regroupent pour faire face à de plus grands enjeux. La nouvelle communauté est composée à sa création 27 communes. La présidence de l'intercommunalité est assurée par Guislain Cambier.
Le 1er janvier 2010, la commune de Saint-Waast intègre l'intercommunalité.
Le 1er janvier 2014, la communauté de communes disparait au profit de la communauté de communes du Pays de Mormal.

## Composition
La Communauté de communes du Quercitain regroupait 28 communes.
| Code INSEE | Commune              | Maire               | Population  | Superficie | Délégués |
| ---------- | -------------------- | ------------------- | ----------- | ---------- | -------- |
| 59057      | Beaudignies          | Raymonde Dramez     | 571 hab.    | 792 ha     | nc       |
| 59116      | Bry                  | Robert Bronsart     | 376 hab.    | 288 ha     | nc       |
| 59194      | Englefontaine        | Michel Manesse      | 1 305 hab.  | 462 ha     | nc       |
| 59217      | Eth                  | Jean-Pierre Ramette | 328 hab.    | 284 ha     | nc       |
| 59251      | Frasnoy              | Maurice Caffieri    | 342 hab.    | 584 ha     | nc       |
| 59259      | Ghissignies          | Pierre Deudon       | 483 hab.    | 452 ha     | nc       |
| 59265      | Gommegnies           | Michel Copros       | 2 265 hab.  | 1 578 ha   | nc       |
| 59296      | Hecq                 | Jean - Luc Neumann  | 353 hab.    | 136 ha     | nc       |
| 59323      | Jenlain              | Claude Laurent      | 1 054 hab.  | 591 ha     | nc       |
| 59325      | Jolimetz             | Pierre Evrard       | 890 hab.    | 398 ha     | nc       |
| 59363      | Louvignies-Quesnoy   | Alain Michaux       | 955 hab.    | 843 ha     | nc       |
| 59381      | Maresches            | Jean-Noël Brichant  | 895 hab.    | 478 ha     | nc       |
| 59425      | Neuville-en-Avesnois | Jean Léger          | 291 hab.    | 317 ha     | nc       |
| 59451      | Orsinval             | Elisabeth Debruille | 524 hab.    | 334 ha     | nc       |
| 59464      | Poix-du-Nord         | Jean-Marie Cornu    | 2 107 hab.  | 867 ha     | nc       |
| 59468      | Potelle              | Guislain Cambier    | 361 hab.    | 404 ha     | nc       |
| 59473      | Preux-au-Sart        | Gérard Cauchy       | 289 hab.    | 509 ha     | nc       |
| 59481      | Le Quesnoy           | Marie-Sophie Lesne  | 4 994 hab.  | 1 423 ha   | nc       |
| 59494      | Raucourt-au-Bois     | Jean-Pierre Noel    | 176 hab.    | 104 ha     | nc       |
| 59518      | Ruesnes              | Robert Brasseur     | 440 hab.    | 675 ha     | nc       |
| 59548      | Saint-Waast          | Charles Degardin    | 614 hab.    | 591ha      | nc       |
| 59549      | Salesches            | Yves Marchand       | 315 hab.    | 458 ha     | nc       |
| 59565      | Sepmeries            | Gérard Douriez      | 587 hab.    | 599 ha     | nc       |
| 59607      | Vendegies-au-Bois    | Zara Ghesou         | 493 hab.    | 998 ha     | nc       |
| 59619      | Villereau            | André Frehaut       | 932 hab.    | 552 ha     | nc       |
| 59626      | Villers-Pol          | René Locoche        | 1 232 hab.  | 1 217 ha   | nc       |
| 59639      | Wargnies-le-Grand    | Catherine Morel     | 1 067 hab.  | 568 ha     | nc       |
| 59640      | Wargnies-le-Petit    | Geneviève Petit     | 788 hab.    | 522 ha     | nc       |
| Totaux     | 28 communes          | 28 communes         | 25 027 hab. | 17 024 ha  | 117      |

## Démographie

### Pyramide des âges
Comparaison des pyramides des âges de la Communauté de communes du Quercitain et du département du Nord en 2006
| Hommes | Classe d’âge   | Femmes |
| ------ | -------------- | ------ |
| 0,3    | 90 ans et plus | 1,2    |
| 5,1    | 75 à 89 ans    | 9,5    |
| 11,6   | 60 à 74 ans    | 12,8   |
| 22,1   | 45 à 59 ans    | 20,8   |
| 22,1   | 30 à 44 ans    | 20,8   |
| 18,4   | 15 à 29 ans    | 16,7   |
| 20,4   | 0 à 14 ans     | 18,2   |

| Hommes | Classe d’âge   | Femmes |
| ------ | -------------- | ------ |
| 0,2    | 90 ans et plus | 0,8    |
| 4,3    | 75 à 89 ans    | 7,9    |
| 10,3   | 60 à 74 ans    | 11,9   |
| 19,7   | 45 à 59 ans    | 19,4   |
| 21,1   | 30 à 44 ans    | 20,1   |
| 22,6   | 15 à 29 ans    | 21     |
| 21,6   | 0 à 14 ans     | 19     |

## Présidents
| Période | Période       | Identité        | Étiquette | Qualité          |
| ------- | ------------- | --------------- | --------- | ---------------- |
| 2001    | décembre 2013 | Robert Brasseur | PS        | maire de Ruesnes |
|         |               |                 |           |                  |

## Patrimoine naturel
La région abrite encore un important patrimoine naturel, riche en biodiversité qui fait l'objet de projets de protection dans le cadre de la trame verte et bleue, complétée d'un projet de « trame noire » pour protéger l'environnement nocturne encore relativement préservé de la pollution lumineuse